# Henneberg-Schleusingen
Henneberg-Schleusingen was een tot de Frankische Kreits behorend vorstelijk graafschap binnen het Heilige Roomse Rijk.

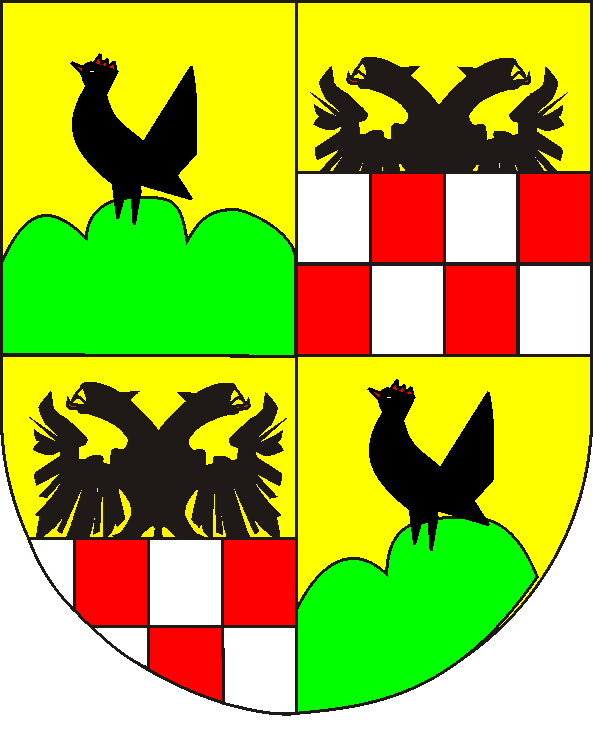
Henneberg-Schleusingen: 1,4: Henneberg; 2,3 burggraafschap Würzburg

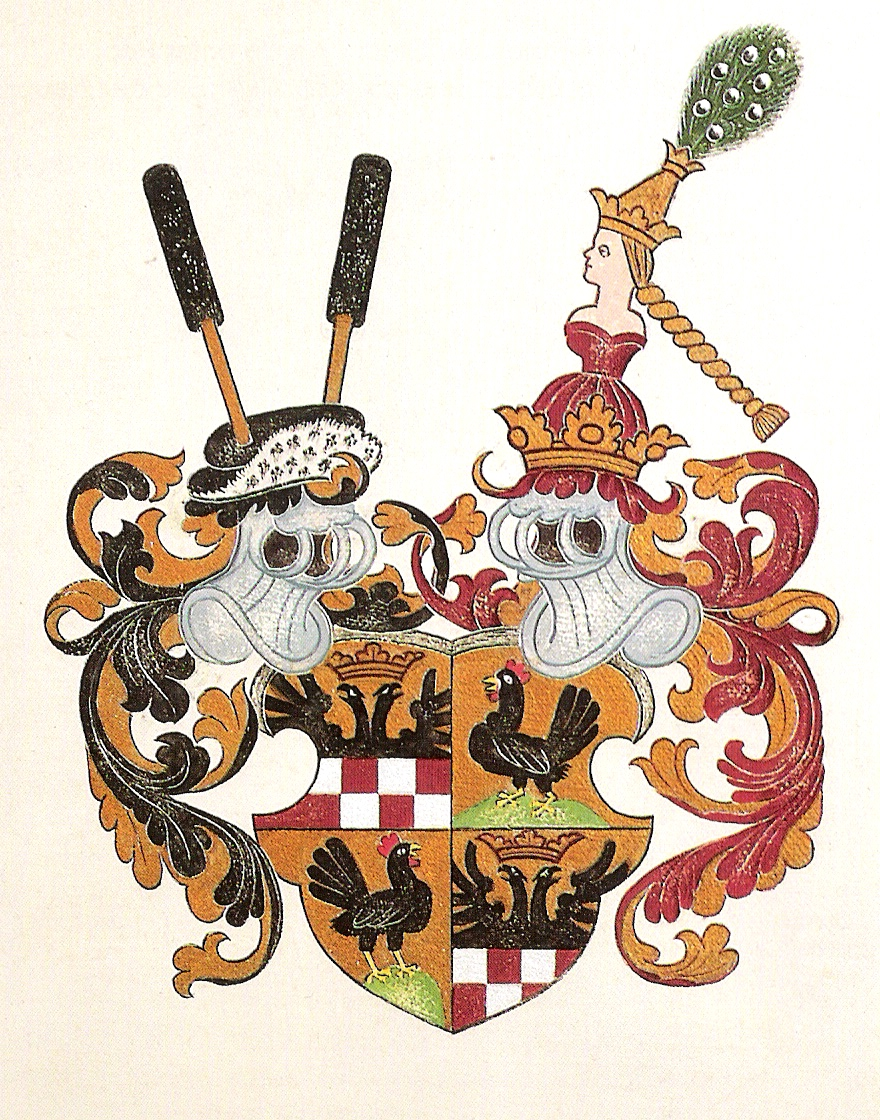
Wapen van het graafschap HennebergSchleusingen 1310 – 1583

Na de dood van graaf Hendrik III van Henneberg in 1262 deelden zijn drie zoons de bezittingen:
- Herman II kreeg Aschach (uitgestorven in 1549)
- Berthold V kreeg Schleusingen (uitgestorven in 1583) met Wasungen en Themar.
- Hendrik IV kreeg Hartenberg met Römhild (uitgestorven in 1378)

Terwijl de macht van de andere takken sterk verminderde, groeide het belang van Henneberg-Schleusingen. Van 1278 tot 1301 werd in fasen de heerlijkheid Frankenberg verworven. In 1297 werd het gerecht Friedelshausen van het prinsbisdom Würzburg verworven. 
Op 25 juli 1310 werd Berthold VII tot vorstelijk graaf verheven. Het gerecht Roßdorf an der Werra werd verworven in 1317. In 1325 werd van de heren van Frankenstein gekocht: Tambach, Schmalkalden, Barchfeld, Maßfeld, etc. Deze gebieden werden de nieuwe heerlijkheid genoemd.
Het huwelijk van graaf Hendrik VIII met Jutta van Brandenburg bracht Coburg weer in het bezit van Henneberg. Na zijn dood in 1347 kwam er een deling tot stand: 
- Zijn weduwe en vier dochters kregen de nieuwe heerlijkheid met Coburg, Heldburg, Königsberg, Schmalkalden en Hildburghausen.
- Zijn broer Johan I kreeg de oude heerlijkheid met de burcht Henneberg, Wasungen, Themar, Schleusingen en Ilmenau.

In 1360 kocht Johan I half Schmalkalden van zijn nicht Sophie van Henneberg. Daarna loopt het belang van het graafschap terug. Een belangrijke aanwinst is in 1542 Meiningen van het prinsbisdom Würzburg. In 1544 werd de Reformatie ingevoerd. In 1554 werd het verdrag van Kahla gesloten met Saksen, waarin geregeld werd dat het land na het uitsterven van Henneberg aan Saksen zou komen.
In 1583 stierf het huis Henneberg met Georg Ernst in mannelijke lijn uit. Volgens het verdrag van 1542 mocht Würzburg nu Meiningen terug kopen, maar de kwestie werd in 1586 zodanig geregeld dat Meiningen bij Henneberg bleef. De ambten Schmalkalden, Hallenberg, Herrenbreitungen, Barchfeld en Brotterode kwamen in 1619 op grond van een verdrag van 1521 aan Hessen-Kassel onder de naam van Henneberg-Schmalkalden. 
In Meiningen werd een stadhouder aangesteld door het keurvorstendom Saksen en het Ernestijnse hertogen. De keurvorst voerde de directie over de gemeenschappelijke regering. 
Op 9 augustus 1660 werd de gemeenschappelijke regering beëindigd en werd het vorstelijk graafschap Henneberg-Schleusingen verdeeld.
- het keurvorstendom Saksen kreeg 7/12 deel met de ambten Schleusingen, Kühndorf, klooster Rohr, Benshausen, Suhl en klooster Veßra
- de hertogen van Saksen kregen 5/12 deel, wat verder verdeeld werd tussen:
- Saksen-Gotha kreeg de ambten Frauenbreitungen, Wasungen en Sand
- Saksen-Altenburg kreeg de ambten Meiningen, Themar, Maßfeld, de kellerij Behrungen, de hof Milz en het kamergoed Henneberg.
- Saksen-Weimar kreeg de ambten Ilmenau en Kaltennordheim en de bossen in ambten Wasungen en Sand
- gemeenschappelijk bleef het ambt Fischberg, waarvan de inkomsten bestemd waren voor het gymnasium van Schleusingen (beheerd door Saksen-Weimar)

Het keurvorstelijke deel stond tot 1718 onder bestuur van de hertogen van Saksen-Zeitz.
Na het uitsterven van Saksen-Altenburg in 1672 werd zijn aandeel in Henneberg bezet door Saksen-Gotha. Saksen-Weimar accepteerde uiteindelijk deze annexatie.
Bij de verdeling van Saksen-Weimar op 25 juli 1672 kwam het ambt Ilmenau aan Saksen-Weimar en het ambt Kaltennordheim aan Saksen-Eisenach. Na het uitsterven van Saksen-Eisenach in 1741 kwam Kaltennordheim weer aan Saksen-Weimar.
Bij de verdeling van Saksen-Gotha in 1680 kwamen de ambten van het vorstelijk landgraafschap Henneberg-Schleusingen aan Saksen-Meiningen (de ambten Meiningen, Wasungen, Frauenbreitungen, Maßfeld, Salzungen en Sand)
Op 4 mei 1805 sloten Saksen-Gotha en Saksen-Coburg een verdrag. Hierin stond Saksen-Gotha zijn aandeel in het ambt Themar af aan Saksen-Coburg en omgekeerd kwam 1/3 deel van het ambt Römhild aan Saksen-Gotha.
Het deel van het keurvorstendom Saksen kwam in 1815 door het Congres van Wenen aan het koninkrijk Pruisen.

## Verdeling in 1801 volgens overzicht Frankische Kreits
- keurvorstendom Saksen: de ambten Schleusingen, Suhl, Kuhndorf en Benshausen Kurfürst
- Saksen-Meiningen: de ambten Meiningen, Maßfeld, Wasungen, Sand, Frauenbreitungen, Salzungen en Altenstein
- Saksen-Gotha: 7/12 van het ambt Themar, het halve dorp Mehlis
- Saksen-Coburg: 5/12 van het ambt Themar
- Saksen-Hildburghausen: het ambt Behrungen, inclusief de vier dorpen Queienfeld, Berkach, Renwertshausen en Schwickershausen
- Saksen-Weimar: de ambten Ilmenau, Kaltennordheim en Lichtenberg
- gemeenschappelijk: ambt Fischberg (bestuurd door Saksen-Weimar)

De zetel in de vorstenbank van de Frankische Kreits werd afwisselend door het keurvorstendom Saksen, het hertogdom Saksen-Weimar en het hertogdom Saksen-Meiningen bezet.